# Звонимир П. Костић
Звонимир П. Костић - Звонко (Ниш, 1. јануар 1955) српски је професор социологије, аутор и издавач.

## Живот и каријера
Завршио је ОШ „Вожд Карађорђе“ у Нишу, а потом гимназију „Стеван Сремац“ у Нишу. Студирао је општу књижевност са теоријом књижевности на Филолошком факултету Универзитета у Београду. Дипломски рад „Значење маске у културно – историјском погледу“ код професора др Милана Дамњановића, југословенског и српског филозофа, одбранио је децембра 1978. године на Филозофском факултету Универзитета у Нишу, Филозофски одсек – група за социологију.
Завршио је последипломске студије и одбранио магистарски рад под називом: „Друштвене и образовне основе културе рада и заштите на раду“ на Факултету заштите на раду Универзитета у Нишу и стекао академски назив магистра.
Обављао је образовно-васпитни рад у установама: Образовни школски центар „14 октобар“, Ниш, (1980-1988); Образовно-васпитна организација грађевинског и геодетског усмерења „Неимар“, Ниш, (1981-1982); Машинска школа Ниш (1980-2020); Електротехничка школа „Никола Тесла“, Ниш, (1980-2020). Добитник је јубиларних награда за 30 и 35 година рада у просвети.

## Дело
Аутор је приручника:
- Мр Звонимир П. Костић:„Збирка тестова из српског језика и математике са упутствима, објашњењима и решењима за проверу знања ученика основних школа и припремање пријемног испита за упис у средње школе“, „Литера“, Сврљиг, 1997;
- Мр Звонимир П. Костић: Приручник и збирка тестова : за ученике основних школа из српског језика и математике : са упутствима, објашњењима и решењима за проверу знања, Костић, Звонимир П., 1955- = Kostić, Zvonimir P., 1955-,Врста грађе - радна свеска, Издавање и производња - Ниш : З. Костић, 2024,Језик - српски,  ISBN - 978-86-903244-0-8, COBISS.SR-ID - 142133769;
- Мр Звонимир П. Костић: Школске свеске : sententiae, есеји, подсетник, Костић, Звонимир П., 1955- = Kostić, Zvonimir P., 1955-књига | српски | Издавање и производња - Ниш : З. Костић, 2024;  978-86-903244-1-5; COBISS.SR-ID 147789065;
- Мр Звонимир П. Костић:Значење маске у културно-историјском погледу; Костић, Звонимир П., 1955- = Kostić, Zvonimir P., 1955-књига | српски | Издавање и производња - Ниш : З. Костић, 2024; ISBN - 978-86-903244-2-2; COBISS.SR-ID - 157206281.
- Мр Звонимир П. Костић: Лирске приче; Костић, Звонимир П., 1955- = Kostić, Zvonimir P., 1955-књига | српски | Издавање и производња - Ниш : З. Костић, 2025; ISBN - 978-86-903244-3-9; COBISS.SR-ID 170960649.

Аутор чланака::
- „Аристотелов поетски простор“, „Научни подмладак“, Друштвене науке, Универзитета у Нишу, 1, 1978;
- „Маска и уметност“, „Humanitas“, Универзитет у Нишу, 1, 1979.

Лектор: шест уџбеника.  Напред наведено налази  се у „Лексикону стваралаца у предуниверзитетском образовању“, аутори Др Миленко Кундачина и Мр Мирјана Пајић Илић, KLETT, Београд, 2019.
Аутор је збирке песама: Звонимир Звонко Костић: Увала потопљених бродова, Костић, Звонимир П., 1955- = Kostić, Zvonimir P., 1955-,Врста грађе - поезија, Издавање и производња - Ниш : Sven, (2022) Језик - српски,  978-86-7746-912-2, COBISS.SR-ID 83196937.